# Miss Mondo 1967
Miss Mondo 1967, la diciassettesima edizione di Miss Mondo, si è tenuta il 16 novembre 1967, presso il Royal Albert Hall di Londra. Il concorso è stato presentato da Michael Aspel. Madeleine Hartog Bell, rappresentante del Perù è stata incoronata Miss Mondo 1967.

## Risultati
| Risultato finale | Concorrente |
| ---------------- | --- |
| Miss Mondo 1967  | - Perù - Madeleine Hartog Bell |
| 2ª classificata  | - Argentina - Maria del Carmen Sabaliuskas |
| 3ª classificata  | - Guyana - Shakira Baksh |
| 4ª classificata  | - Israele - Dalia Regev |
| 5ª classificata  | - Regno Unito - Jennifer Lynn Lewis |
| Top 7            | - Cecoslovacchia - Alzbeta Strkulova - Germania - Ruth Köcher |
| Top 15           | - Canada - Donna Marie Barker - Cile - Margarita Téllez - Francia - Carole Noe - Ghana - Araba Martha Vroon - Italia - Tamara Baroni - Stati Uniti - Pamela Valari Pall - Sudafrica - Disa Duivestein - Svezia - Eva Englander |

## Concorrenti
- Argentina - Maria del Carmen Sabaliauskas
- Australia - Judy Lockey
- Austria - Christl Bartu
- Belgio - Mauricette Sironval
- Brasile - Wilza de Oliveira Rainato
- Canada - Donna Marie Barker
- Cecoslovacchia - Alzbeta Strkulova
- Ceylon - Therese Fernando
- Cile - Margarita Tellez
- Cipro - Laila Michaelides
- Corea del Sud - Chung Young-hwa
- Costa Rica - Marjorie Furniss
- Danimarca - Sonja Jensen
- Ecuador - Laura (Laurita) Elena Baquero Palacios
- Filippine - Margarita (Maita) Favis Gomez
- Finlandia - Hedy Rannari
- Francia - Carole Noe
- Germania - Ruth Köcher
- Ghana - Araba Martha Vroon
- Giamaica - Laurel Williams
- Giappone - Chikako Sotoyama
- Gibilterra - Laura Bassadone
- Grecia- Mimika Niavi
- Guyana - Shakira Baksh
- Honduras - Alba Maria Bobadilla
- Irlanda - Gemma McNabb
- Islanda - Hrefna Wigelund Steinthorsdóttir
- Israele - Dalia Regev
- Italia - Tamara Baroni
- Jugoslavia - Aleksandra Mandic
- Kenya - Zipporah Mbugua
- Libano - Sonia Faris
- Lussemburgo - Marie-Joseé Mathgen
- Malta - Mary Mifsud
- Marocco - Naima Benjelloun
- Messico - Maria Cristina Ortal
- Nigeria - Roseline Balogun
- Norvegia - Vigdis Sollie
- Nuova Zelanda - Pamela McLeod
- Paesi Bassi - Monica van Beelen
- Panama - Carlota Lozano
- Perù - Madeleine Hartog Bel Houghton
- Portogallo - Teresa Amaro
- Regno Unito - Jennifer Lynn Lewis
- Rep. Dominicana - Margarita Rosa Rueckschnat Schott
- Stati Uniti - Pamela Valari Pall
- Sudafrica - Disa Duivenstein
- Svezia - Eva Englander
- Svizzera - Edith Fraefel
- Tanzania - Theresa Shayo
- Tunisia - Rekeja Dekhil
- Turchia - Nese Yazicigil
- Uganda - Rosemary Salmon
- Venezuela - Irene Böttger Herrera